# Alfa Romeo Spider

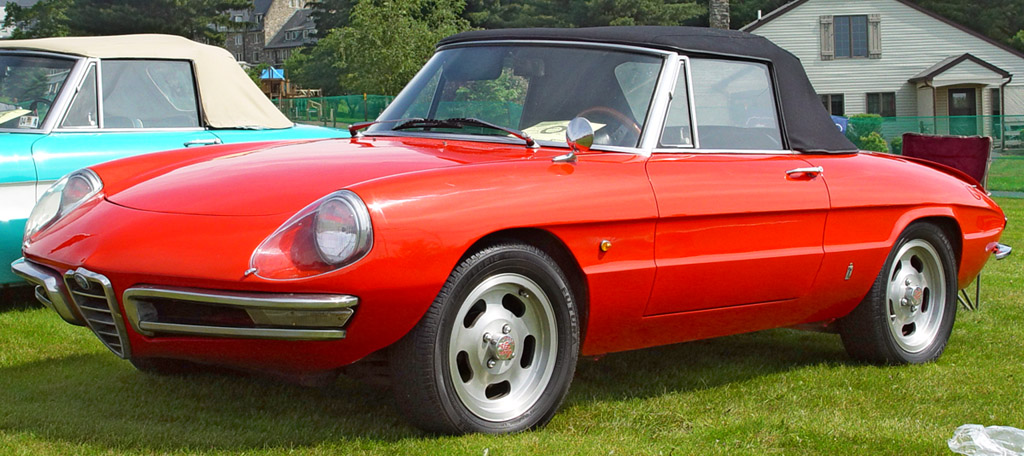
Vůz z roku 1967

Alfa Romeo Spider je model sportovního kabrioletu italské automobilky Alfa Romeo. Spider, (výr. označení ř. 105 či 115) byl vyráběn od roku 1966 až do roku 1993 ve velmi málo změněné podobě. Poté nastoupila výrazně odlišná pátá (1994–2005, tov. označení 916) a šestá generace (od roku 2006, 939).
Na ženevském autosalonu 1966 byl představen jeden z nejlíbivějších italských automobilů 60. a 70. let. Společnost Alfa Romeo vymyslela soutěž na název pro svůj nový sportovní model a mezi 140 000 návrhy byla i jména jako Bardot, Lolobrigita či dokonce Stalin. Společnost vybrala název Duetto (dvousedadlový vůz), později hlavně v anglicky mluvících zemích se uchytil název Spider. Vůz byl osazen výkonným celoslitinovým dvouvačkovým motorem, precizním řízením, přesnými brzdami a výtečně "sedícím" podvozkem. Vůz byl k dostání pouze v otevřené verzi.
Cena byla srovnatelná s Jaguarem E což je však o třídu výkonnější automobil. Vzhled spideru se postupem doby měnil, v 70. letech byla ladná dlouhá záď zkrácena. Celkem bylo vyrobeno v letech 1966 až do roku 1994 v počtu 80 000 vozů.
Byla nabízena ve třech motorových verzích (1300, 1600 a 1750 cm³), i když díky jeho vysoké ceně si mohly novou Alfu dovolit spíše vyšší majetkové vrstvy. Maximální rychlost byla 170 km/h a výkon 89 koní (základní verze 1300).
Ve druhé generaci (od r. 1970), označované podle useknuté zádě jako "coda tronca" přibyl v roce 1971 motor 2000 cm³ (98 kW). Toto špičkové provedení bylo označováno Spider Veloce.

## Design a výroba
Tvar vozu navrhl slavný italský návrhář Battista Pininfarina, šlo o jeho poslední projekt, v roce 1966 zemřel. Celkové vzezření vozu bylo mistrovským spojení ladnosti a elegance oblých tvarů. Všechny karoserie byly přímo vyráběny v továrně Pininfarina.
Postupem doby se kvalita vozů snižovala (výrobní krize postihla v 70. letech celý italský automobilový průmysl) a zároveň karoserie ztrácela na původní kráse díky dosazováním levnějších plastových doplňků z levnějších modelů značky, i přesto se vůz udržel ve výrobě až do 90. let.